# Li Na (Tennisspielerin)

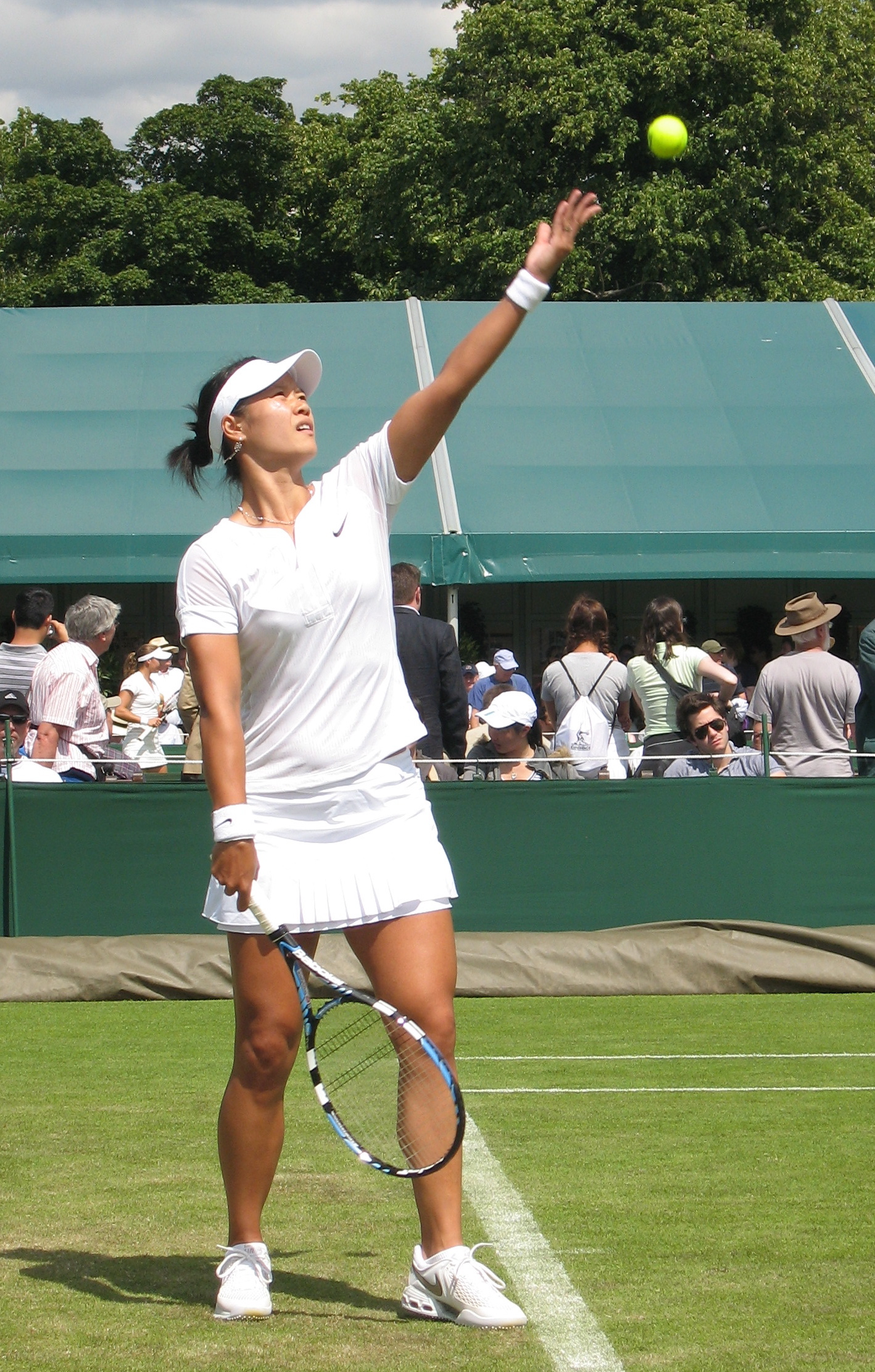
Li Na 2008 in Wimbledon

Li Na (chinesisch 李娜, Pinyin Lǐ Nà; * 26. Februar 1982 in Wuhan, Provinz Hubei) ist eine ehemalige chinesische Tennisspielerin. Ihre größten sportlichen Erfolge feierte sie mit den beiden Grand-Slam-Titeln 2011 bei den French Open und 2014 bei den Australian Open.

## Karriere
Seit 1999 war die Rechtshänderin Tennisprofi. Neben ihren beiden Grand-Slam-Erfolgen gewann sie noch 19 ITF- sowie sieben WTA-Einzeltitel. Im Doppel kann sie 16 ITF- und zwei WTA-Titel vorweisen. Am 4. Juni 2011 gewann sie als erste Asiatin die French Open. Ihr Coach war über viele Jahre ihr Ehemann Jiang Shan. Ab August 2012 wurde sie von Carlos Rodriguez, dem früheren Trainer von Justine Henin, betreut. Im Januar 2014 gelang ihr unter seiner Obhut in Melbourne der zweite Grand-Slam-Triumph.

### 2007 bis 2010: Erste WTA-Titel
Zu Beginn des Jahres 2007 scheiterte Li beim Turnier in Gold Coast in Runde zwei. In Sydney erreichte sie das Halbfinale, wobei sie in Runde zwei Jelena Dementjewa nach Abwehr von fünf Matchbällen noch mit 3:6, 6:1, 7:5 besiegte. Im Anschluss daran unterlag sie Kim Clijsters mit 1:6, 6:1 und 5:7. Bei den Australian Open erreichte sie nach einem Sieg in Runde drei über Dinara Safina das Achtelfinale, in dem sie Martina Hingis mit 6:4, 3:6 und 0:6 unterlag.
Beim Turnier in Indian Wells kam sie nach Siegen über Jelena Janković und Wera Swonarjowa bis ins Halbfinale. In Miami musste sie sich im Viertelfinale Anna Tschakwetadse geschlagen geben, nachdem sie in der Runde zuvor über Clijsters hatte triumphieren können. Ihr bestes Ergebnis der Sandplatzsaison war das Erreichen der dritten Runde bei den French Open. Nach Birmingham musste sie die Saison wegen einer Rippenverletzung vorzeitig beenden.
Das Jahr 2008 begann sie mit einem Titelgewinn in Gold Coast, wo sie nach Sybille Bammer, Monique Adamczak, Nicole Vaidišová und Patty Schnyder im Endspiel Wiktoryja Asaranka mit 4:6, 6:3, 6:4 besiegte.
2009 blieb Li ohne Titel. Mit dem Achtelfinaleinzug bei den French Open gelang ihr ein Achtungserfolg, bei den US Open zog sie ins Viertelfinale ein.
Bei den Australian Open erreichte sie 2010 das Halbfinale und bei den French Open die dritte Runde. Im Juni des Jahres gewann sie den ersten WTA-Titel der Kategorie International; beim Rasenturnier in Birmingham, wo sie bereits 2006 ihren zweiten WTA-Titel im Doppel (an der Seite von Jelena Janković) verbuchen konnte, bezwang sie im Finale Marija Scharapowa mit 7:5, 6:1. In Wimbledon konnte sie ins Viertelfinale vorstoßen, bei den US Open schied sie dagegen bereits in der Auftaktrunde aus.

### 2011 bis 2013: Erster Grand-Slam-Titel
Im Januar 2011 gewann Li das Turnier in Sydney. Im Finale kämpfte sie Kim Clijsters mit 7:63, 6:3 nieder. In Melbourne erreichte sie mit einem Halbfinalsieg über die Weltranglistenerste Caroline Wozniacki erstmals das Finale eines Grand-Slam-Turniers. Diesmal unterlag sie Clijsters mit 6:3, 3:6 und 3:6.
Bei den French Open gewann Li 2011 ihren ersten Grand-Slam-Titel, als sie im Endspiel von Paris Titelverteidigerin Francesca Schiavone mit 6:4, 7:60 bezwang und damit in der WTA-Weltrangliste auf Position 4 vorrückte. In Wimbledon musste sie dagegen bereits nach Runde zwei die Koffer packen. Gegen Sabine Lisicki zog sie in einem packenden Dreisatzmatch am Ende den Kürzeren, nachdem sie zwei Matchbälle nicht hatte verwerten können. Bei den WTA Championships in Istanbul bezwang sie in ihrem Auftaktmatch Scharapowa in zwei Sätzen, doch nach glatten Niederlagen gegen Asaranka und Samantha Stosur war das Turnier für sie bereits nach der Vorrunde beendet.
2012 schied sie bei den Australian Open erneut gegen Kim Clijsters aus, diesmal in einem engen Dreisatzmatch bereits im Achtelfinale. Das Endspiel beim Sandplatzturnier in Rom gegen Scharapowa verlor sie nach mehreren Regenunterbrechungen mit 6:4, 4:6, 6:75. Bei den French Open war sie als Titelverteidigerin gut ins Turnier gestartet, unterlag dann aber im Achtelfinale Jaroslawa Schwedowa mit 6:3, 2:6 und 0:6. In Wimbledon reichte es diesmal nur für Runde zwei. In Montréal stand sie zum zweiten Mal im Jahr 2012 in einem Finale, unterlag jedoch Petra Kvitová mit 5:7, 6:2 und 3:6. In der Woche darauf gewann sie das Premier-Turnier von Cincinnati, indem sie im Finale Angelique Kerber mit 1:6, 6:3 und 6:1 besiegte. Bei den US Open schied sie in Runde drei gegen Laura Robson aus (4:6, 7:6, 2:6).
Zwar gewann sie 2013 lediglich ein kleines WTA-Turnier in ihrer Heimat, in Shenzhen; darüber hinaus stand sie jedoch im Endspiel der Australian Open, im Viertelfinale von Wimbledon und zum ersten Mal im Halbfinale der US Open. Bei den WTA Championships erreichte sie ebenfalls das Finale.

### 2014: Zweiter Grand-Slam-Titel, Nummer 2 der Welt und Rücktritt
Bei den Australian Open in Melbourne zog sie 2014 zum dritten Mal nach 2011 und 2013 ins Endspiel ein. Nach einem umkämpften ersten Satz, den Li mit 7:6 (7:3) für sich entscheiden konnte, dominierte sie Dominika Cibulková klar und gewann den zweiten mit 6:0. Damit sicherte sich die zu diesem Zeitpunkt fast 32-Jährige ihren zweiten Grand-Slam-Titel und rückte auf Platz 3 der Weltrangliste vor. Am 17. Februar war sie die Nummer zwei der Welt. Bei den French Open scheiterte sie diesmal überraschend in Runde eins gegen Kristina Mladenovic (5:7, 6:3, 1:6). Ihre Teilnahme an den US Open musste sie wegen einer Knieverletzung absagen. Am 19. September 2014 erklärte Li Na nach mehreren Knieoperationen ihren Rücktritt vom Profitennis.
2019 wurde sie in die International Tennis Hall of Fame aufgenommen.

## Turniersiege

### Einzel
| Nr. | Datum            | Turnier           | Kategorie         | Belag             | Finalgegnerin         | Ergebnis      |
| --- | ---------------- | ----------------- | ----------------- | ----------------- | --------------------- | ------------- |
| 1   | 13. Juni 1999    | Shenzhen          | ITF $10.000       | Hartplatz         | Chung Yang-jin        | 6:2, 6:3      |
| 2   | 20. Juni 1999    | Shenzhen          | ITF $10.000       | Hartplatz         | Chung Yang-jin        | 6:0, 6:0      |
| 3   | 29. August 1999  | Westend           | ITF $10.000       | Sand              | Daphne van de Zande   | 6:3, 6:1      |
| 4   | 23. Januar 2000  | Boca Raton        | ITF $10.000       | Hartplatz         | Sandra Cacic          | 6:4, 6:3      |
| 5   | 26. März 2000    | Nanjing           | ITF $10.000       | Hartplatz         | Marie-Ève Pelletier   | 7:6, 6:2      |
| 6   | 2. April 2000    | Nanjing           | ITF $10.000       | Hartplatz         | Ding Ding             | 6:2, 6:2      |
| 7   | 16. April 2000   | Shenyang          | ITF $10.000       | Hartplatz         | Sun Tiantian          | 6:0, 6:4      |
| 8   | 23. April 2000   | Dalian            | ITF $10.000       | Hartplatz         | Li Ling Chen          | 6:4, 6:4      |
| 9   | 14. Mai 2000     | Seoul             | ITF $50.000       | Sand              | Kim Eun-ha            | 6:3, 7:6      |
| 10  | 28. Mai 2000     | Ho-Chi-Minh-Stadt | ITF $25.000       | Hartplatz         | Wynne Prakusya        | 6:1, 6:2      |
| 11  | 9. Juli 2000     | Civitanova Marche | ITF $25.000       | Sand              | Emmanuelle Gagliardi  | 6:3, 4:6, 7:6 |
| 12  | 22. April 2001   | Ho-Chi-Minh-Stadt | ITF $25.000       | Hartplatz         | Roberta Vinci         | 6:4, 7:5      |
| 13  | 29. Juli 2001    | Guangzhou         | ITF $25.000       | Hartplatz         | Liu Nannan            | 6:1, 6:2      |
| 14  | 10. Februar 2002 | Midland           | ITF $75.000       | Hartplatz (Halle) | Mashona Washington    | 6:1, 6:2      |
| 15  | 23. Mai 2004     | Peking            | ITF $25.000       | Hartplatz         | Seiko Okamoto         | 6:4, 6:4      |
| 16  | 30. Mai 2004     | Tongliao          | ITF $25.000       | Hartplatz         | Bahia Mouhtassine     | 6:4, 2:6, 7:6 |
| 17  | 6. Juni 2004     | Wulanhaote        | ITF $25.000       | Hartplatz         | Liu Nannan            | 6:0, 6:0      |
| 18  | 13. Juni 2004    | Peking            | ITF $50.000       | Hartplatz (Halle) | Suchanun Viratprasert | 6:2, 6:4      |
| 19  | 3. Oktober 2004  | Guangzhou         | WTA Tier III      | Hartplatz         | Martina Suchá         | 6:3, 6:4      |
| 20  | 31. Oktober 2004 | Shenzhen          | ITF $50.000       | Hartplatz         | Sun Tiantian          | 6:3, 4:6, 6:2 |
| 21  | 5. Januar 2008   | Gold Coast        | WTA Tier III      | Hartplatz         | Wiktoryja Asaranka    | 4:6, 6:3, 6:4 |
| 22  | 13. Juni 2010    | Birmingham        | WTA International | Rasen             | Marija Scharapowa     | 7:5, 6:1      |
| 23  | 14. Januar 2011  | Sydney            | WTA Premier       | Hartplatz         | Kim Clijsters         | 7:63, 6:3     |
| 24  | 4. Juni 2011     | French Open       | Grand Slam        | Sand              | Francesca Schiavone   | 6:4, 7:60     |
| 25  | 19. August 2012  | Cincinnati        | WTA Premier 5     | Hartplatz         | Angelique Kerber      | 1:6, 6:3, 6:1 |
| 26  | 5. Januar 2013   | Shenzhen          | WTA International | Hartplatz         | Klára Zakopalová      | 6:3, 1:6, 7:5 |
| 27  | 4. Januar 2014   | Shenzhen          | WTA International | Hartplatz         | Peng Shuai            | 6:4, 7:5      |
| 28  | 25. Januar 2014  | Australian Open   | Grand Slam        | Hartplatz         | Dominika Cibulková    | 7:63, 6:0     |

### Doppel
| Nr. | Datum         | Turnier    | Kategorie    | Belag     | Partnerin       | Finalgegnerinnen                       | Ergebnis      |
| --- | ------------- | ---------- | ------------ | --------- | --------------- | -------------------------------------- | ------------- |
| 1   | 18. Juni 2000 | Taschkent  | WTA Tier IVa | Hartplatz | Li Ting         | Iroda Toʻlaganova Hanna Saporoschanowa | 3:6, 6:2, 6:4 |
| 2   | 18. Juni 2006 | Birmingham | WTA Tier III | Rasen     | Jelena Janković | Jill Craybas Liezel Huber              | 6:2, 6:4      |

## Karrierestatistik und Turnierbilanz
Einzel
| Turnier                      | 1996              | 1997              | 1998              | 1999              | 2000              | 2001              | 2002              | 2003              | 2004              | 2005              | 2006              | 2007              | 2008              | 2009              | 2010              | 2011              | 2012              | 2013              | 2014              | T / T       | S/N         | Sieg%       |
| ---------------------------- | ----------------- | ----------------- | ----------------- | ----------------- | ----------------- | ----------------- | ----------------- | ----------------- | ----------------- | ----------------- | ----------------- | ----------------- | ----------------- | ----------------- | ----------------- | ----------------- | ----------------- | ----------------- | ----------------- | ----------- | ----------- | ----------- |
| Australian Open              | –                 | –                 | –                 | –                 | –                 | Q1                | –                 | –                 | –                 | 3                 | 1                 | AF                | 3                 | –                 | HF                | F                 | AF                | F                 | S                 | 1 / 9       | 35:8        | 81 %        |
| French Open                  | –                 | –                 | –                 | –                 | –                 | –                 | –                 | –                 | –                 | –                 | 3                 | 3                 | –                 | AF                | 3                 | S                 | AF                | 2                 | 1                 | 1 / 8       | 20:7        | 74 %        |
| Wimbledon                    | –                 | –                 | –                 | –                 | –                 | Q1                | –                 | –                 | –                 | –                 | VF                | –                 | 2                 | 3                 | VF                | 2                 | 2                 | VF                | 3                 | 0 / 8       | 19:8        | 70 %        |
| US Open                      | –                 | –                 | –                 | –                 | Q2                | –                 | –                 | –                 | –                 | 1                 | AF                | –                 | AF                | VF                | 1                 | 1                 | 3                 | HF                | –                 | 0 / 8       | 17:8        | 68 %        |
| WTA Finals                   | –                 | –                 | –                 | –                 | –                 | –                 | –                 | –                 | –                 | –                 | –                 | –                 | –                 | –                 | –                 | RR                | RR                | F                 | –                 | 0 / 3       | 6:5         | 55 %        |
| Doha                         | n. a. bzw. a. K.  | n. a. bzw. a. K.  | n. a. bzw. a. K.  | n. a. bzw. a. K.  | n. a. bzw. a. K.  | n. a. bzw. a. K.  | n. a. bzw. a. K.  | n. a. bzw. a. K.  | n. a. bzw. a. K.  | n. a. bzw. a. K.  | n. a. bzw. a. K.  | n. a. bzw. a. K.  | HF                | n. a. bzw. a. K.  | n. a. bzw. a. K.  | n. a. bzw. a. K.  | –                 | –                 | AF                | 0 / 2       | 5:2         | 71 %        |
| Dubai                        | n. a. bzw. a. K.  | n. a. bzw. a. K.  | n. a. bzw. a. K.  | n. a. bzw. a. K.  | n. a. bzw. a. K.  | n. a. bzw. a. K.  | n. a. bzw. a. K.  | n. a. bzw. a. K.  | n. a. bzw. a. K.  | n. a. bzw. a. K.  | n. a. bzw. a. K.  | n. a. bzw. a. K.  | n. a. bzw. a. K.  | 1                 | VF                | 2                 | andere Kategorie  | andere Kategorie  | andere Kategorie  | 0 / 3       | 2:3         | 40 %        |
| Indian Wells                 | a. K.             | –                 | –                 | –                 | –                 | –                 | –                 | –                 | –                 | –                 | AF                | HF                | –                 | AF                | 2                 | 2                 | VF                | –                 | HF                | 0 / 7       | 17:7        | 71 %        |
| Miami                        | –                 | –                 | –                 | –                 | –                 | –                 | –                 | –                 | –                 | –                 | 2                 | VF                | –                 | VF                | 2                 | 2                 | VF                | VF                | F                 | 0 / 8       | 19:8        | 70 %        |
| Charleston                   | nicht ausgetragen | nicht ausgetragen | nicht ausgetragen | nicht ausgetragen | nicht ausgetragen | –                 | –                 | –                 | –                 | –                 | –                 | AF                | –                 | andere Kategorie  | andere Kategorie  | andere Kategorie  | andere Kategorie  | andere Kategorie  | andere Kategorie  | 0 / 1       | 1:1         | 50 %        |
| Berlin                       | –                 | –                 | –                 | –                 | –                 | –                 | –                 | –                 | –                 | –                 | HF                | 2                 | –                 | nicht ausgetragen | nicht ausgetragen | nicht ausgetragen | nicht ausgetragen | nicht ausgetragen | nicht ausgetragen | 0 / 2       | 5:2         | 71 %        |
| Madrid                       | n. a. bzw. a. K.  | n. a. bzw. a. K.  | n. a. bzw. a. K.  | n. a. bzw. a. K.  | n. a. bzw. a. K.  | n. a. bzw. a. K.  | n. a. bzw. a. K.  | n. a. bzw. a. K.  | n. a. bzw. a. K.  | n. a. bzw. a. K.  | n. a. bzw. a. K.  | n. a. bzw. a. K.  | n. a. bzw. a. K.  | 2                 | VF                | HF                | VF                | 1                 | VF                | 0 / 6       | 14:6        | 70 %        |
| Rom                          | –                 | –                 | –                 | –                 | –                 | –                 | –                 | –                 | –                 | –                 | –                 | –                 | –                 | 1                 | –                 | HF                | F                 | AF                | VF                | 0 / 5       | 9:5         | 64 %        |
| Kanada                       | –                 | –                 | –                 | –                 | –                 | –                 | –                 | –                 | –                 | AF                | 1                 | –                 | –                 | –                 | AF                | AF                | F                 | HF                | –                 | 0 / 6       | 10:6        | 63 %        |
| Cincinnati                   | n. a. bzw. a. K.  | n. a. bzw. a. K.  | n. a. bzw. a. K.  | n. a. bzw. a. K.  | n. a. bzw. a. K.  | n. a. bzw. a. K.  | n. a. bzw. a. K.  | n. a. bzw. a. K.  | n. a. bzw. a. K.  | n. a. bzw. a. K.  | n. a. bzw. a. K.  | n. a. bzw. a. K.  | n. a. bzw. a. K.  | –                 | AF                | AF                | S                 | HF                | –                 | 1 / 4       | 9:3         | 75 %        |
| Tokio                        | –                 | –                 | –                 | –                 | –                 | –                 | –                 | –                 | –                 | –                 | –                 | AF                | 1                 | HF                | –                 | –                 | AF                | –                 | a. K.             | 0 / 4       | 6:4         | 60 %        |
| Moskau                       | a. K.             | –                 | –                 | –                 | –                 | –                 | –                 | –                 | –                 | –                 | 1                 | –                 | 1                 | andere Kategorie  | andere Kategorie  | andere Kategorie  | andere Kategorie  | andere Kategorie  | andere Kategorie  | 0 / 2       | 0:2         | 0 %         |
| Peking                       | nicht ausgetragen | nicht ausgetragen | nicht ausgetragen | nicht ausgetragen | nicht ausgetragen | nicht ausgetragen | nicht ausgetragen | nicht ausgetragen | nicht ausgetragen | nicht ausgetragen | nicht ausgetragen | nicht ausgetragen | nicht ausgetragen | AF                | HF                | 1                 | HF                | VF                | –                 | 0 / 5       | 8:4         | 67 %        |
| Olympische Spiele            | –                 | nicht ausgetragen | nicht ausgetragen | nicht ausgetragen | 1                 | nicht ausgetragen | nicht ausgetragen | nicht ausgetragen | –                 | nicht ausgetragen | nicht ausgetragen | nicht ausgetragen | KF                | nicht ausgetragen | nicht ausgetragen | nicht ausgetragen | 1                 | n. a.             | n. a.             | 0 / 3       | 4:4         | 50 %        |
| Fed Cup                      | –                 | –                 | –                 | –                 | –                 | –                 | –                 | –                 | –                 | –                 | PO                | –                 | 1                 | –                 | –                 | –                 | –                 | –                 | –                 | 0 / 2       | 5:1         | 83 %        |
| Statistik                    | Statistik         | Statistik         | Statistik         | Statistik         | Statistik         | Statistik         | Statistik         | Statistik         | Statistik         | Statistik         | Statistik         | Statistik         | Statistik         | Statistik         | Statistik         | Statistik         | Statistik         | Statistik         | Statistik         | S/N         | S/N         | Sieg%       |
| Turnierteilnahmen            | 1                 | 0                 | 0                 | 10                | 21                | 8                 | 4                 | 0                 | 10                | 14                | 22                | 13                | 14                | 17                | 21                | 18                | 17                | 15                | 9                 | Gesamt: 214 | Gesamt: 214 | Gesamt: 214 |
| Erreichte Finals             | 0                 | 0                 | 0                 | 3                 | 8                 | 2                 | 1                 | 0                 | 7                 | 1                 | 1                 | 0                 | 1                 | 2                 | 1                 | 3                 | 4                 | 4                 | 3                 | Gesamt: 41  | Gesamt: 41  | Gesamt: 41  |
| Gewonnene Titel              | 0                 | 0                 | 0                 | 3                 | 8                 | 2                 | 1                 | 0                 | 6                 | 0                 | 0                 | 0                 | 1                 | 0                 | 1                 | 2                 | 1                 | 1                 | 2                 | Gesamt: 28  | Gesamt: 28  | Gesamt: 28  |
| Hartplatz-Siege/-Niederlagen | 0:1               | 0:0               | 0:0               | 21:6              | 44:10             | 11:5              | 15:2              | 0:0               | 51:4              | 22:12             | 25:13             | 14:6              | 24:12             | 23:9              | 17:14             | 15:12             | 30:11             | 34:8              | 21:3              | 367:128     | 367:128     | 74 %        |
| Sand-Siege/-Niederlagen      | 0:0               | 0:0               | 0:0               | 5:0               | 12:2              | 0:0               | 0:1               | 0:0               | 0:0               | 7:2               | 12:4              | 6:5               | 0:0               | 5:4               | 10:4              | 15:3              | 11:4              | 5:4               | 5:3               | 93:36       | 93:36       | 72 %        |
| Rasen-Siege/-Niederlagen     | 0:0               | 0:0               | 0:0               | 3:1               | 0:1               | 0:1               | 0:0               | 0:0               | 0:0               | 0:0               | 6:3               | 2:1               | 2:2               | 7:3               | 9:2               | 2:2               | 1:2               | 5:2               | 2:1               | 39:21       | 39:21       | 65 %        |
| Teppich-Siege/-Niederlagen   | 0:0               | 0:0               | 0:0               | 0:0               | 0:0               | 0:0               | 0:0               | 0:0               | 0:0               | 0:0               | 0:1               | 1:1               | 3:1               | 0:0               | 0:0               | 0:0               | 0:0               | 0:0               | 0:0               | 4:3         | 4:3         | 57 %        |
| Gesamt-Siege/-Niederlagen    | 0:1               | 0:0               | 0:0               | 29:7              | 56:13             | 11:6              | 15:3              | 0:0               | 51:4              | 29:14             | 43:21             | 23:13             | 29:15             | 35:16             | 36:20             | 32:17             | 42:17             | 44:14             | 28:7              | 503:188     | 503:188     | 73 %        |
| Sieg%                        | 0 %               | –                 | –                 | 81 %              | 81 %              | 65 %              | 83 %              | –                 | 93 %              | 67 %              | 67 %              | 64 %              | 66 %              | 69 %              | 64 %              | 65 %              | 71 %              | 76 %              | 80 %              | Gesamt:     | Gesamt:     | 73 %        |
| Jahresendposition            | –                 | –                 | –                 | 363               | 134               | 303               | 277               | –                 | 80                | 57                | 21                | 29                | 23                | 15                | 11                | 5                 | 7                 | 3                 | –                 | N/A         | N/A         | N/A         |

Zeichenerklärung: S = Turniersieg; F, HF, VF, AF = Einzug ins Finale / Halbfinale / Viertelfinale / Achtelfinale; 1, 2, 3 = Ausscheiden in der 1. / 2. / 3. Hauptrunde; KF (kleines Finale) = unterlegen im Spiel um Platz drei; RR = Round Robin (Gruppenphase); n. a. = nicht ausgetragen; a. K. = andere Kategorie; PO (Playoff) = Auf- und Abstiegsrunde im Fed Cup; K1, K2, K3 = Teilnahme in der Kontinentalgruppe I, II, III im Fed Cup.
Anmerkung: Diese Statistik berücksichtigt alle Ergebnisse im Einzel, so wie es auf der WTA-Seite steht. Dargestellt sind nur WTA-Turniere der Kategorie Tier I (bis 2008) bzw. die WTA-Turniere der Kategorien Premier Mandatory und Premier 5 (seit 2009).

## Persönliches
Li Na schloss ein Journalismus-Studium an der Universität für Wissenschaft und Technik Zentralchina mit dem Bachelor ab. Seit 2008 ist sie mit Jiang Shan verheiratet, der bis August 2012 auch ihr Trainer war. Das Paar wurde im Juni 2015 Eltern eines Mädchens. Ihr zweites Kind, einen Jungen, gebar sie am 23. Dezember 2016.